# Justus Oldekop

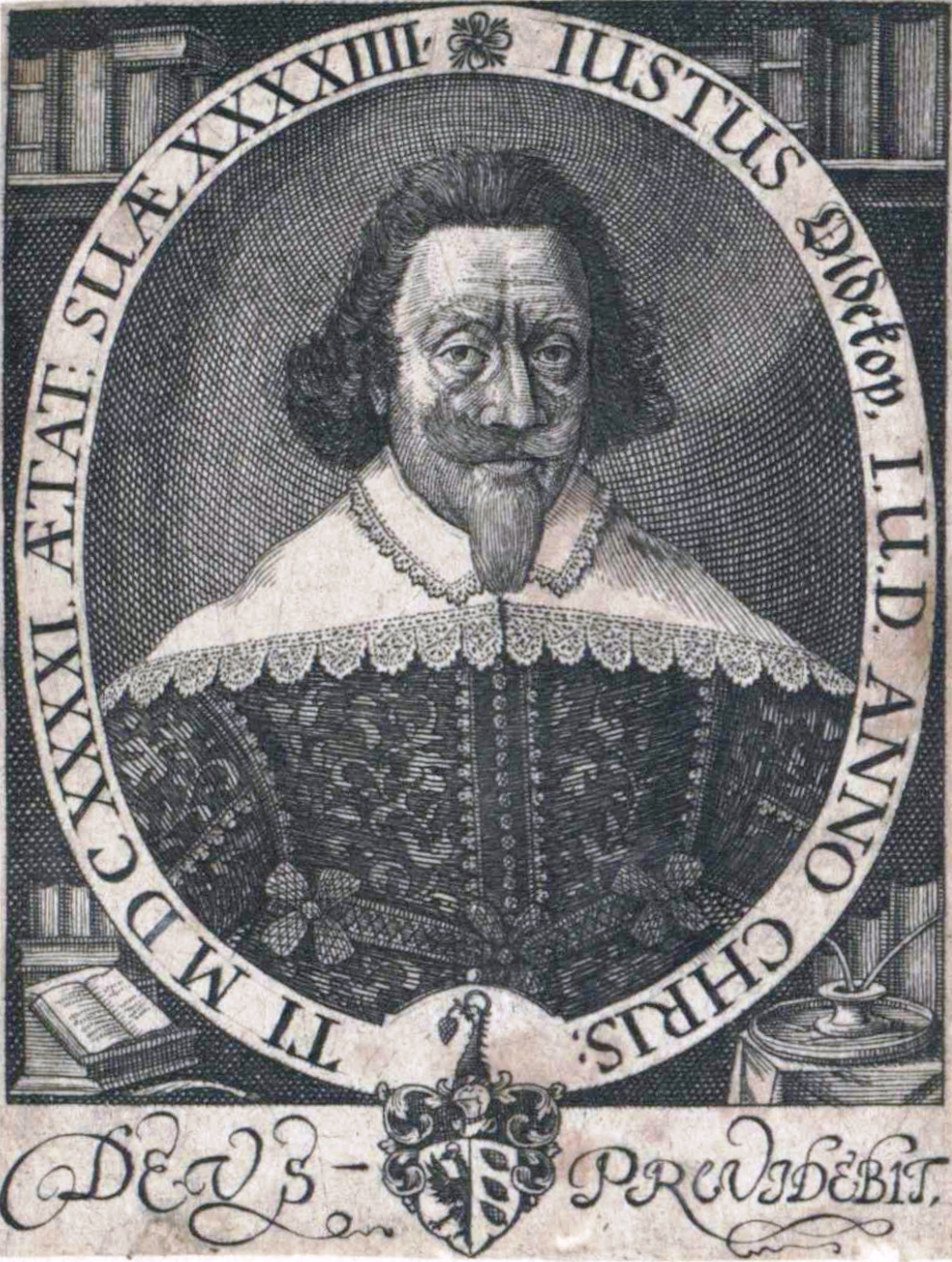
Justus Oldekop (1641)

Justus Oldekop (* 1597 in Hildesheim; † 19. Februar 1667 in Wolfenbüttel) war ein Jurist und Diplomat und einer der wenigen aktiven Gegner der Hexenprozesse seiner Zeit.  Ähnlich  dem reformierten Geistlichen Anton Praetorius und dem „Hexenpater“ Friedrich Spee (Cautio Criminalis) setzte er sich gegen die seiner Meinung nach ungerechten Inquisitionsverfahren ein.
Neben dem gebräuchlichen Namen Justus Oldekop taucht er in Schriften und Beschreibungen auch auf als:
- Oldecop, Justus[1]
- Oldenkopp, Justus[1]
- Oldecopius, Johannes Justus
- Oldekop, Johannes Justus
- Oldekop, Johannes
- Oldecop, Justus
- Oldekop, Iustus
- Oldekopp, Justus

## Leben und Taten
Der Protestant Justus Oldekop studierte zunächst Jura in Helmstedt, Heidelberg, Jena und Marburg und wurde im Jahre 1629 promoviert.
Wie Friedrich Spee dies zwei Jahre vor Oldekop in seiner 1631 erschienenen Schrift tat, gemahnt auch er bereits im Titel seines 1633 herausgebrachten Werkes Cautelarum criminalium Syllagoge practica … zu Vorsicht und Verhütung im Kriminalprozess. Dabei weist Oldekop einen bis in die Mitte der 1620er Jahre zurückreichenden fachschriftstellerischen Hintergrund auf.
Ab 1650 hatte der Jurist und Diplomat für zehn Jahre die Stelle des Syndicus der Landstände in Halberstadt inne. Dort entstand und erschien die wichtigste seiner Schriften, der „Tractatus de appellatione in causis criminalibus“ (1655), worin er die Notwendigkeit einer grundlegenden Verbesserung in der gesamten Kriminaljustiz herausarbeitete. Ebenfalls in Halberstadt entstanden sein Hauptwerk Observationes criminales practica und zudem seine gewichtige Kampfschrift (1659) gegen den führenden deutschen Strafrechtslehrer des 17. Jahrhunderts, Benedikt Carpzov (1595–1666), welcher für eine weitere Verschärfung des Hexenprozesses stand.
Nach Carpzov war eine Schädigung durch Zauberei gar nicht einmal erforderlich, selbst Heilzauber war aufgrund des unterstellten Teufelsbundes (nur so ließ sich Zauberei betreiben) todeswürdig. Die Luftfahrt der Hexen zum Blocksberg, der Teufelspakt und die Teufelsbuhlschaft waren für den sächsischen Kriminalisten bewiesene „grande delicta“, woran kein vernünftiger Mensch mehr zweifeln könne. Nach diesem Rechtswissenschaftler war es schon strafbare Ketzerei, daran nicht zu glauben.
Gegen diese und viele weitere Punkte der Hexenlehre richtete sich Oldekops geharnischter Angriff, denn er erkannte völlig richtig, dass in den durchgeführten Verfahren nur die vorherrschende „abscheuliche und barbarische Prozedur“ dazu führte, dass „die offenbare Falschheit … vor Wahrheit protocollirt und uffgeschrieben“ wurde. Oldekop hingegen fragt, ob man denn solcher Erfindung so viel Glauben schenken solle, dass man wie Carpzov auf einer derartigen Basis ein Todesurteil aussprechen könne.
Als er sich in der unabhängigen Stadt Braunschweig zur Ruhe setzen wollte, ließ er sich aus Mitleid für ein mittelloses und offensichtlich unschuldiges Bauernmädchen in einen Inquisitionsprozess ein, der bei entsprechender Befragung leicht zu einem Hexenprozess hätte werden können, zumal es gefoltert wurde (dass ihm die Knochen krachten). Sein engagierter Widerspruch verursachte viel Aufsehen und zeigt, wie gefährlich das Wirken eines Verteidigers immer noch war: So wurde er schließlich selbst „incarzeriert“ und darauf ehrenrührigst unter dem Geläut der Schandglocke der Stadt verwiesen.
Oldekop war seit 1630 verheiratet und hatte mit seiner Frau Elisabeth 10 Kinder. Er wurde am 27. März 1667 in Wolfenbüttel begraben.

## Bedeutung
Seine Bedeutung wird klarer, wenn man bedenkt, dass Friedrich Spee sich nur anonym gegen die Prozess- und Folterpraxis der „Hexen“ einsetzte und man seine Ablehnung des Wahns gerade einmal zwischen den Zeilen herauslesen muss. Oldekop hingegen benennt detailliert all die irrationalen Elemente der Hexenlehre, führt diese auf das Heftigste ad absurdum und stellt sie unter voller Nennung seines Namens als „altweibermäßiges Possengeschwätz“ dar. Er tat dies Jahrzehnte vor Christian Thomasius und ca. 100 Jahre vor dem Zeitalter der die nachfolgende Kultur bestimmenden Aufklärung (Voltaire, Kant, Gotthold Ephraim Lessing etc. …). Oldekop gebührt das Verdienst, als Frühaufklärer Niedersachsens und Anhalts am Zustandekommen der Abschaffung der Folter und der Grundlagen der Menschenrechte mitgewirkt zu haben.

## Künstlerische Rezeption der Gegenwart
Im Jahr 2017 produzierte der Radiosender Tonkuhle ein Historienhörspiel unter dem Titel Justus Oldekop und der Hexenwahn. Die Erzählung von Silas Degen wurde unter anderem mit dem Kinder- und Jugendhörspielpreis 2019 des Leipziger Hörspielsommers und der Chemnitzer HörNixe 2018 ausgezeichnet.
- CD: Justus Oldekop und der Hexenwahn (Buch & Regie: Silas Degen, Radio Tonkuhle 2017), Historienhörspiel nach „Für und wider den Wahn“ von Joachim Lehrmann